# Евстати Кирков
Евстати Йорданов Кирков е български офицер (подполковник) и политик от Демократическата партия.
Роден е в Плевен в семейството на местен учител, негов по-малък брат е социалистическият деятел Георги Кирков. Служи в армията и се уволнява като подполковник. През следващите години е активен участник в Славянскота благотворително дружество в София.
От 1 август 1908 до 18 октомври 1910 година Кирков е кмет на София. През този период общината взима пореден значителен заем, открити са 10 нови училища и общинска фурна.